# Alvin Harrison
Alvin Harrison, né le 20 janvier 1974, est un ancien athlète américain, spécialiste du 400 m. Il est le frère jumeau de Calvin Harrison.

## Carrière sportive
Il a remporté la médaille d'or du relais 4×400 mètres aux Jeux olympiques d'Atlanta en 1996 et à ceux de Sydney en 2000. À ces mêmes Jeux, il a également terminé deuxième du 400 m derrière son compatriote Michael Johnson.
Lui et son frère Calvin sont devenus les premiers jumeaux de l'histoire de l'Olympisme moderne à remporter une médaille d'or ensemble dans un même relais. Sur ce 4×400 mètres victorieux, Alvin a couru le premier relais tandis que Calvin en a été le troisième relayeur. Mais leur victoire est annulée à la suite de la découverte du dopage de leur coéquipier, Antonio Pettigrew.
Alvin Harrison n'a pas pu participer aux Jeux olympiques d'Athènes en 2004 car il a été convaincu de dopage. En octobre de la même année, il a été condamné à quatre ans de suspension par l'agence américaine antidopage.
En 2009, il signe son retour en représentant la République dominicaine (en), aux Mondiaux de Berlin. Il se fait éliminer d'entrée, en terminant sa série en 46 s 67.

## Palmarès

### Jeux olympiques
- Jeux olympiques de 1996 à Atlanta,  États-Unis
  -  Médaille d'or au relais 4 × 400 mètres
- Jeux olympiques de 2000 à Sydney,  Australie
  -  Médaille d'argent sur 400 m

## Records personnels
- 200 m : 20 s 77 à Stanford en Californie, le 28 mars 1999
- 400 m : 44 s 09 à Atlanta en Géorgie, le 19 juin 1996

## Sources
- (en) Cet article est partiellement ou en totalité issu de l’article de Wikipédia en anglais intitulé « Alvin Harrison » (voir la liste des auteurs) dans sa version du 25 mars 2008.